# 에이드리엔 베일런
에이드리엔 베일런(Adrienne Bailon, 1983년 10월 24일 ~ )는 미국의 가수이자 배우이다. 2004년부터 2008년까지 밴드 치타 걸스의 일원으로 활동하였고, 동시에 1999년부터 2007년까지 3LW의 일원으로 활동하였다.